# 赖蒙达
赖蒙达是葡萄牙波尔图区的一个堂区。总面积3.81平方公里，总人口2518人，人口密度660.9人/平方公里。